# Saint-Denis-sur-Ouanne
Saint-Denis-sur-Ouanne è un comune francese di 132 abitanti situato nel dipartimento della Yonne nella regione della Borgogna-Franca Contea.

## Società

### Evoluzione demografica
Abitanti censiti